# Astilleros del Reloncaví

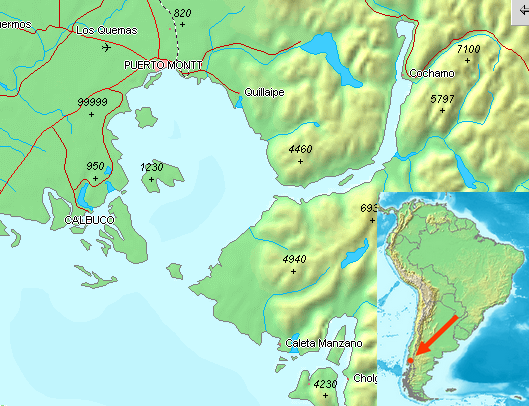
Seno de Reloncaví

Los astilleros del Reloncaví fueron pequeños poblados que se conformaron en zonas costeras del seno de Reloncaví, en la Región de los Lagos de Chile. Su objetivo era la explotación maderera de los bosques continentales, fundamentalmente el alerce, para su posterior comercialización al alero de agentes en la Isla grande de Chiloé. La población de estos astilleros era de cultura chilota y originaria principalmente del archipiélago de Calbuco. La ciudad de Puerto Montt tiene su origen en el antiguo astillero de Melipulli.

## Historia

### Origen
Durante la época colonial, los territorios que bordean el seno de Reloncaví dependían administrativamente del Gobierno de Chiloé, a través de la jurisdicción de Calbuco, Sin embargo, debido a las malocas realizadas por españoles en contra de la población indígena continental durante el periodo de la conquista, era un territorio escasamente poblado.
En la segunda mitad del siglo XVIII, el gobernador Carlos de Beranger y el piloto José de Moraleda señalan que la principal industria de la provincia corresponde a la explotación maderera, y que esta ocurre mayoritariamente en la zona continental administrada desde Calbuco. De acuerdo a Segismundo Guell, en 1767 el comercio desde Chiloé al Perú registraba una carga anual de 40 000 tablas, frente a las 6000 que se enviaban a finales del siglo XVIII. Esta actividad se realizaba desde las tierras continentales próximas a las islas del archipiélago de Calbuco, pero progresivamente avanzó hacia las zonas más próximas a la cordillera de los Andes, siendo mencionados, por Tomás O'Higgins, en 1797, los astilleros de Melipulli y Cochunon (Cochamó). Por su parte, Moraleda dice que los astilleros de Cayenel, río Coihuín (Chamiza) y Contao son los más frecuentados.
El proceso de expansión de los astilleros, sin embargo, se frena producto de la Guerra de Independencia, donde Chiloé se convierte en un bastión realista que destina a un porcentaje importante de su población adulta en actividades vinculadas a la guerra.

### Consolidación

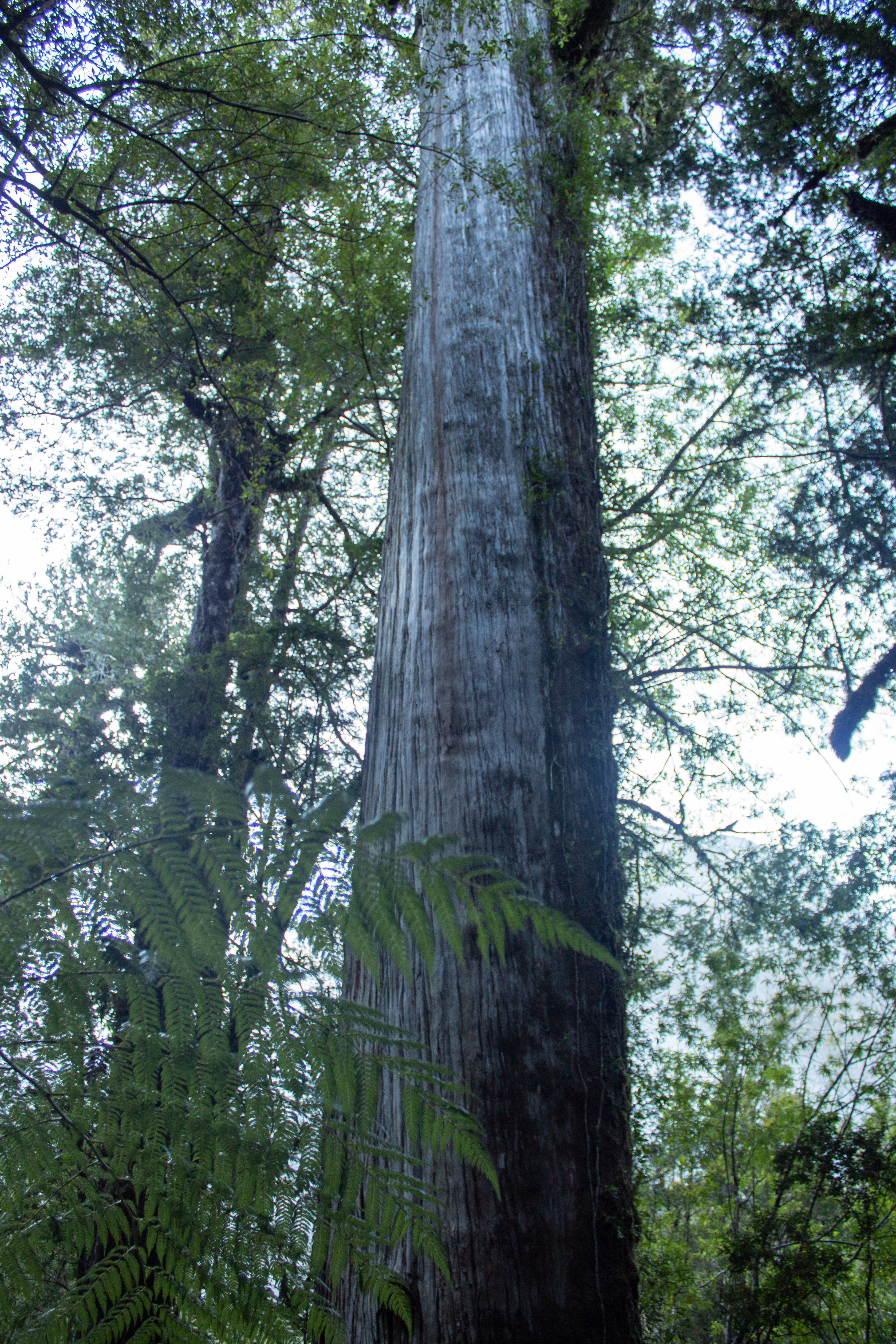
Ejemplar de alerce en Parque nacional Alerce Andino. El Alerce fue la principal madera explotada en los antiguos astilleros.

Luego de la anexión de Chiloé a Chile en 1826, se reinicia la producción maderera de la provincia, ahora como parte del circuito económico de la República de Chile. Si bien esta actividad cuenta con dificultades iniciales producto del impacto demográfico de la guerra, ya para 1835 se destaca la exportación de 873 646 piezas de madera, mayoritariamente tablas de alerce. Esta actividad, sin embargo, se realiza mayoritariamente por iniciativa privada tanto de los hacheros como de pequeños capitalistas locales, que financian incluso la construcción del primer mercado techado de la provincia. En contraposición a estas iniciativas, el Estado chileno se desliga de las actividades en infraestructura en la zona, lo que se ha atribuido al «castigo» de la República producto de la posición realista de la provincia durante la guerra de independencia.
Para el desarrollo de la actividad maderera se produjo una expansión de pequeños poblados, o «astilleros», que se localizaban en puntos con una alta concentración de selva maderable, principalmente alerce. En estos puntos se instalaba una población de hacheros durante un periodo de ocho meses, durante los cuales existía, además, una rudimentaria red de abastecimiento para esta población flotante que, luego de cumplido ese periodo, volvía a sus pueblos de origen.
En 1851, el gobernador departamental de Calbuco informaba de la existencia de 35 astilleros, ubicados en las actuales comunas de Calbuco, Puerto Montt, Cochamó y Hualaihué, de los cuales Melipulli era principal de ellos, producto de su ubicación geográfica.
| 1. Ilque     | 8. Pulincai   | 15. Llancahue  | 22. Peñasmó    | 29. Cholgue            |
| 2. Chinquin  | 9. Quellaipe  | 16. Fatoría    | 23. Puilche    | 30. Gualaigué          |
| 3. Tenglu    | 10. Lenca     | 17. Canutillar | 24. Manegueico | 31. Colimadiguan       |
| 4. Caenel    | 11. La Arena  | 18. Puchenguin | 25. El Barco   | 32. Pichi Colimadiguan |
| 5. Melipulle | 12. Cheleu    | 19. Río Puelo  | 26. La Posa    | 33. Río Negro          |
| 6. Chamisa   | 13. Llecumo   | 20. Putesuela  | 27. Queten     | 34. Latorre            |
| 7. Gallo     | 14. El Corral | 21. Llaguepe   | 28. Llecuma    | 35. Puqe               |

Esta producción llevó a un inédito auge económico en el territorio norcontinental de Chiloé, históricamente rezagado con respecto a los territorios insulares. De esta forma, en 1851 se llegó a una producción anual de 2,4 millones de piezas de madera exportables, logrando el desarrollo de pequeñas fortunas locales asociadas a este negocio. Este auge, sin embargo, no tuvo un correlato en las condiciones de vida de la población, producto de la falta de inversión pública en la zona. Por otro lado, en la medida que los bosques más próximos a la costa eran agotados, la explotación debía introducirse cada vez más lejos de la costa, lo que hacía más largos los trayectos para el embarque de tablones.

### Decadencia

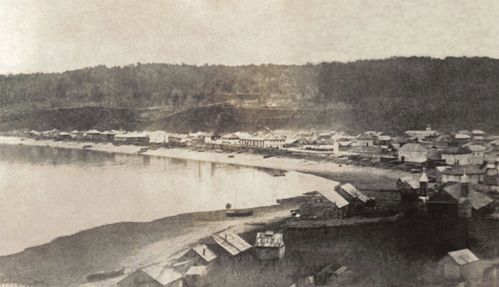
Puerto Montt en 1862, fundada nueve años antes sobre el antiguo astillero de Melipulli.

A partir de 1851 comienza la llegada de los colonos alemanes a la cuenca del lago Llanquihue, en el contexto de la colonización alemana de Valdivia, Osorno y Llanquihue. Este proceso fue acompañado por una serie de inversiones en infraestructura en la zona, donde en ocasiones se desconoció antiguos títulos de dominio de propietarios de la zona. Junto a ello, se fundaron pueblos en lo que anteriormente habían sido zonas de producción maderera. Como hito simbólico de este proceso, el 12 de febrero de 1853 se funda la ciudad de Puerto Montt, sobre lo que hasta entonces era el astillero de Melipulli. Ese mismo año la zona es desgajada de la provincia de Chiloé y pasa a integrar el recién creado Territorio de Colonización de Llanquihue.
A la pérdida de territorios para la explotación maderera, se suma la realización de grandes incendios para despejar terrenos para la agricultura de los colonos alemanes, lo que destruye parte de la riqueza forestal de la zona.
En 1861 el territorio se integra a la provincia de Llanquihue y comienza a formar parte de una nueva estructura económica orientada en torno a las colonias alemanas del lago Llanquihue, mayoritariamente dedicadas a la producción agropecuaria. De todas formas, la explotación del alerce continuaría hasta la segunda mitad del siglo XX y llegaría a niveles industriales en la zona de Contao. La tala legal de alerces vivos llegaría a su fin recién en 1977, con la publicación del Decreto 490 del Ministerio de Agricultura que declara a la especie monumento natural y prohíbe su explotación.